# パイレーツ・オブ・カリビアン/最後の海賊
『パイレーツ・オブ・カリビアン/最後の海賊』（パイレーツ・オブ・カリビアン さいごのかいぞく、Pirates of the Caribbean: Dead Men Tell No Tales ）は、2017年に公開されたアメリカ合衆国製作のアクション・アドベンチャー映画。『パイレーツ・オブ・カリビアン』シリーズの第5作目である。原題の「デッド・メン・テル・ノー・テイルズ」は死人に口無しという意である。

## ストーリー
ある夜の海、1人の少年がボートに乗って沖へと進んでいた。彼は12歳になったヘンリー・ターナーだった。船長として「フライング・ダッチマン号」に乗る父、ウィル・ターナーに会いに行ったのだった。ウィルは10年に1度しか陸に上がれない呪いにかかっており、ヘンリーはウィルの呪いを解こうと、ポセイドンの槍を見つけるため、ジャック・スパロウを探そうとする。それから9年後、ヘンリーは自身が乗る英国軍の船「モナーク号」が、魔の三角水域に入ろうとしていることを艦長に伝えようとするも、反逆とみなされ、牢に閉じ込められてしまう。そして、三角水域に入ったモナーク号は、難破船と化したスペインの軍艦「サイレントメアリー号」を発見する。その直後、モナーク号は暗闇から現れた不気味な軍勢を前に瞬く間に蹂躙され、艦長以下乗組員達は虐殺され、全滅する。それは、かつてジャックに嵌められ、生ける亡霊と化したサイレントメアリー号の艦長である“海の処刑人”アルマンド・サラザールと彼が率いるスペイン海兵の亡霊達であった。サラザールは、ヘンリーにジャックへの伝言を託し、彼だけは証人として見逃すのだった。
その頃ジャックは、天に見放されたかの様にツキに恵まれず、今や一文無しとなってしまった上、自身に賭けられていた懸賞金も大暴落した。黒ひげから取り戻したものの、ボトルに閉じ込められた「ブラックパール号」を元に戻すこともできず、英国植民地のひとつであるセント・マーティン島の片隅に駐めたジャンク船を拠点に落ちぶれた生活を送っていた。
この日も起死回生を賭けて、島に新たに開設された銀行から金庫を強奪しようとするも、自身のヘマが原因で大失敗してしまい、ジョシャミー・ギブスやスクラムら、僅かに付き従っていた船員達にも見放されてしまった。更に英国軍によって追われるなか、魔女疑惑をかけられた天文学者カリーナ・スミス(カヤ・スコデラリオ)に出会う。カリーナを囮にして、なんとか英国軍から逃げ切ったジャックは、お酒を手に入れるため持っていたコンパスを手放したが、そのことによって魔の三角水域に閉じ込められていたサラザールたちを解き放ってしまうのだった。ジャックのコンパスは、その時持ち主が求めている物の在り処を示してくれるが、持ち主に裏切られると持ち主に最大の恐怖をもたらそうとするものであった。その後、ジャックは英国軍に捕まり、牢屋へと閉じ込めらてしまうが、牢獄で海兵に変装したヘンリーと出会い、彼がウィルとエリザベスの息子で、ウィルのために、ポセイドンの槍を探していることを知る。翌日に処刑されることになったジャックとカリーナは、ヘンリーと彼に銀貨を渡されて戻ってきたギブスやスクラムたちによって間一髪救出され、彼らは、同じポセイドンの槍を探すという目的のもと、航海に出るのだった。
一方、かつて打倒した黒ひげより奪いとった「アン女王の復讐号」を旗艦に今やカリブ海の海賊達を纏め上げる大艦隊の長として海で優雅に暮らしていたヘクター・バルボッサは、サラザールの復活を知り魔女であるシャンサのもとを訪れ、自らが支配している海をサラザールの手に渡さぬために、サラザールと交渉をし、ジャックを捕らえるために船を進ませる。ジャック、ヘンリー、カリーナは、サラザールや、彼の解き放ったゴーストシャークからの危機を乗り越え島へと逃れるが、島に住むかつて金でトラブルを起こした者たちに、復讐されそうになる。そこにバルボッサとわずかに生き残った船員たちが現れる。バルボッサは亡霊を裏切り、黒ひげから奪い取った剣で、ボトルからブラックパール号を出そうとするのだった。取り出した船を海へと投げ込むと、海中から元に戻ったブラックパール号が夕日の光を浴びながら現れる。そして遂に、ジャックやバルボッサたちはサラザールとの最終対決に挑むのだった。

## キャスト
※括弧内は日本語吹き替え
- ジャック・スパロウ - ジョニー・デップ（平田広明）
  - ジャック・スパロウ（若き日）- アンソニー・デ・ラ・トーレ（平田広明）
- ヘンリー・ターナー - ブレントン・スウェイツ（中川大志[4]）
- カリーナ・スミス - カヤ・スコデラリオ（栗山千明[4]）
- アルマンド・サラザール - ハビエル・バルデム（大塚明夫）
- ヘクター・バルボッサ - ジェフリー・ラッシュ（壤晴彦）
- ジョシャミー・ギブス - ケヴィン・マクナリー（青森伸）
- シャンサ - ゴルシフテ・ファラハニ（浅野真澄）
- スカーフィールド - デヴィッド・ウェナム（小原雅人）
- スクラム - スティーヴン・グレアム（加瀬康之）
- マーティ - マーティン・クレバ（英語版）（稲垣拓哉）
- マートッグ - ジャイルズ・ニュー（後藤敦）
- ムルロイ - アンガス・バーネット（英語版）（石住昭彦）
- クレンブル - アダム・ブラウン（英語版）（宮崎敦吉）
- ウィリアム・ターナー・ジュニア - オーランド・ブルーム（平川大輔）
- エリザベス・スワン - キーラ・ナイトレイ
- ジャックおじさん - ポール・マッカートニー（内田直哉）

## 製作

### プロダクション
前作を監督したロブ・マーシャルは監督せず、新たにコン・ティキの監督を務め第85回アカデミー賞や第70回ゴールデングローブ賞の外国映画賞でノルウェー代表としてノミネートされたノルウェー人監督ヨアヒム・ローニングとエスペン・サンドベリが就任した。
2015年にクランクインしオーストラリアにあるスタジオで撮影が開始された。

### キャスティング
キャストは本シリーズレギュラー陣のジョニー・デップ、ジェフリー・ラッシュはもちろん、オーランド・ブルームとキーラ・ナイトレイが「パイレーツ・オブ・カリビアン/ワールド・エンド」以来となる出演が決まった。
新キャストとしてハビエル・バルデム(悪役「サラザール」)、カヤ・スコデラリオ(ヒロイン「カリーナ・スミス」)、ブレントン・スウェイツ(主人公「ジャック・スパロウ」の相棒「ヘンリー」)、また「ホビット三部作」でオーリを演じたアダム・ブラウン(ブラックパール号の船員「クレンブル」)の出演も決まった。

### サウンドトラック
音楽は過去にヒットマンやシークレット ウィンドウなどを担当したジェフ・ザネリが担当した。尚、ハンス・ジマーは一作目から前作までは関わっていたが、今作は関わっていない。

### スクリーン・エックス
本作はスクリーン・エックス（ScreenX）で撮影された初のディズニー映画となった。
スクリーン・エックスは、2015年に韓国で開発されたシステムで、正面スクリーンと左右の壁面スクリーンの3面を用いて上映するマルチプロジェクションシステムであり、270度のパノラマ上映を可能にした。
上映時間のすべてが3面にはならず、サイドスクリーンに写し出される時間は全体の30分ほどである。3面スクリーンいっぱいに映像が広がる、ジャック・スパロウと海神サラザールの戦いのシーンは、映画の中に没入するような感覚を味わうことができる、とシネマトゥデイは報じている。
米国をはじめ、韓国、中国、タイ、ベトナム、トルコ、インドネシアなど、世界83箇所のスクリーンで本作の上映に適用される。
日本ではアクアシティお台場のユナイテッド・シネマお台場が導入し、6月30日に内覧会を行い7月1日から公開され、本作が日本初のスクリーン・エックス上映作品となった。
プロデューサーのジェリー・ブラッカイマーはこのシステムについて、「映画をスクリーン越しに伸ばすことはエキサイティングだった。我々はファンにScreenXでそれを体験する機会を提供できることを楽しみにしている」と述べた。
また、ウォルト・ディズニー・スタジオの上級副社長ジェフリー・フォルマンは、「270度の視聴体験が大きな成功になると確信している」と述べた。

## 公開

### アメリカ合衆国
米国では2017年5月26日に公開され、3日間で6,220万ドルを稼ぎ出し、初登場1位を獲得した。これは、ボックスオフィスプロ・ドットコムが予想した6,850万ドルを下回る結果となった。また、オープニングにおいては、5月26日から29日までの4日間で7,600万ドルを稼いだが、第1作目の『呪われた海賊たち』に次ぐ、シリーズ史上2番目に低い結果となった。

### 全世界
中国、フランス、ドイツ、ロシアなどでも5月26日から公開され、特に中国は公開から3日間の興行収入が国内歴代3位の6,780万ドル、ロシアは週末興行収入歴代1位の1,810万ドルと記録的なスタートとなった。

### 日本
7月1日に公開した。興行通信社が7月3日に発表した全国映画動員ランキングでは、公開から2日間で興行収入が10億円を超える驚異的な成績で首位となった。
全国989スクリーンで公開され、動員77万人、興行収入10億4,800万円となり、これは4月公開の『美女と野獣』の初週成績、動員72万9,000人、興行収入10億6,500万円と同水準である。また初週の土日2日間の動員数をとれば、『美女と野獣』を超え2017年洋画1位となった。

## 評価

### 興行成績
制作費は2億3,000万ドルでシリーズ史上3番目に低いが、興行収入は7月5日時点の全世界収入で7億1,200万ドルとなり、1作目『呪われた海賊たち』の約6億5,000万ドルを突破した。

### 批評家
映画批評集積サイトのRotten Tomatoesには209件のレビューがあり、批評家支持率は29％、平均点は10点満点で4.7点となっている。また、Metacriticには45件のレビューがあり、加重平均値は39/100となっている。なお、本作のシネマスコアはA-となっている。

### メディア
「（ベールに包まれてきた）ジャック・スパロウの誕生の秘密がわかる映画！　皆が彼を愛する理由を再確認できる作品！」（MOVIEWEB）、「ジョニー・デップ（ジャック・スパロウ）の航海はまだまだ続いていた！」「『パイレーツ・オブ・カリビアン／呪われた海賊たち』以来の傑作だ！」（THE WRAP）と絶賛していることを、オリコンニュースが報じた。

## テレビ放映
| 回数 | テレビ局   | 番組名（放送枠名） | 放送日        | 放送時間      | 放送分数 | 視聴率 | 備考   |
| ---- | ---------- | ------------------ | ------------- | ------------- | -------- | ------ | ------ |
| 1    | 日本テレビ | 金曜ロードショー   | 2023年8月18日 | 21:00 - 23:09 | 129分    | 7.9%   | [ 20 ] |